# Salvatore Fresi
Salvatore Fresi (né le 16 janvier 1973 à La Maddalena dans la province de Sassari en Italie) est un joueur de football italien, qui jouait en défense.
Convoqué six fois en équipe d'Italie entre 1995 et 1999, il n'a jamais joué un match en sélection.

## Biographie

### Club
Fresi, originaire de Sardaigne, fait ses débuts professionnels en championnat avec le Salernitana Calcio, équipe avec qui il monte en Serie B. À la fin de la saison, il fait ses débuts en sélection italienne espoir, dont il devient le capitaine. 
Après une saison de plus en Serie B avec Salernitana, avec qui il est promu en Serie A, il est acheté par le club milanais de l'Inter. Fresi y jouera jusqu'en 1998, remportant la Coupe UEFA en 1998. Durant sa période milanaise, il sera reprêté à Salernitana, puis prêté au Napoli. Il rejoint ensuite le Bologne FC 1909, arrivant de nouveau à jouer régulièrement. Il est alors acheté en 2002 par les piémontais de la Juventus de Turin, club où il échoue à s'imposer en Serie A, bien que faisant partie de l'effectif vainqueur du Scudetto en 2002-2003.
Il joue ensuite pour les clubs du Perugia, du Catania et du Salernitana.

## Palmarès

### National
- Championnat d'Italie : 1

Juventus : 2002-03
- Supercoupe d'Italie : 1

Juventus : 2002

### International
- Coupe UEFA : 1

Inter : 1997-98